# Xã Independence, Quận Baxter, Arkansas
Xã Independence (tiếng Anh: Independence Township) là một xã thuộc quận Baxter, tiểu bang Arkansas, Hoa Kỳ. Năm 2010, dân số của xã này là 1.891 người.